# ОШ „Петар Петровић Његош” Буснови
ОШ „Петар Петровић Његош” једна је од основних школа у Приједору. Налази се у улици Буснови бб, у селу Буснови, 22 километра удаљена од општинског центра на локалном путу за рудник Томашица. Име је добила по Петру Петровићу Његошу, српском православном владици црногорског и брдског и поглавару Старе Црне Горе и Брда, једном је од највећих српских песника и филозофа.

## Историјат
Прве облике писмености уводе образовни људи тог краја 1925. године. Нова школска зграда, која чини садашњи стари део школе, је грађена педесетих година прошлог века. Због недостатка простора седамдесетих година је рађена надоградња четири учионице, која сада чини нови део школе, док је осамдесетих година рађена фискултурна сала. Године 1999. због прокишњавања је срушен помоћни објекат са шупом и на истом месту је саграђен нови.
Након Другог светског рата школа је носила назив Душан Пантелић по истакнутом учитељу тог краја. Године 1994. променили су назив школе у Петар Петровић Његош. Школске 2000—2001. године први пут је обележен Дан школе као крсна слава, 12. маја на дан Светог Василија Острошког и тада је постала традиција. Услед дугогодишњег недостатка средстава школски објекат је био у веома лошем стању, што је узроковало потребу за темељним реновирањем.
У току школске 2003—2004. године почели су радови на изградњи котларнице за централно грејање, увођењем грејања, доградња три мање просторије и изградња санитарног чвора, што је те године и завршено. У јуну 2004. године потпуно је уништена фискултурна сала, што је успорило радове. У току школске 2004—2005. године део школе је адаптиран, постављени су нови подови у учионицама и зборници, плочице на ходнику нове школе, изграђена је котларница и оспособљено централно грејање што је значајно побољшало услове рада. Такође, школа је опремљена новим рачунарима и опремом за музичку културу што је модернизовало наставу.
Додељена им је награда „Сребрни знак Црвеног крста” који се уручује за развој и унапређење организације Црвеног крста, омасовљавање чланства и укључивање у остваривању програмских задатака, подизање и јачање угледа и афирмације Црвеног крста. Реализовали су пројекат „Брига о деци – заједничка одговорност и обавеза”.

## Догађаји
Догађаји основне школе „Петар Петровић Његош”:
- Дан школе
- Камп дечијих осмеха
- Маскенбал „Свет дечије маште”
- Игре без граница
- Смотра драмских секција са подручја града Приједора
- Европски дан језика[1]
- Међународни дан жена
- Дечији музички фестивал „Мали композитор”[1]